# Hey (Live)
Hey (Live) ist das erste Livealbum und das zweite Videoalbum des deutschen Popsängers Andreas Bourani.

## Entstehung und Artwork
Mit Ausnahme des Stückes Welt der Wunder wurden alle Stücke des Albums gemeinsam von Andreas Bourani und Julius Hartog, in Kooperation mit weiteren oft wechselnden Autoren, geschrieben. Die Autoren Tom Olbrich und Jasmin Shakeri wirkten an sechs bzw. vier Stücken und somit den meisten Liedern des Albums mit, weiter wirkten Autoren an einzelnen Stücken mit. Peter Seifert war an 14 – und somit den meisten – Titeln als Musikproduzent (der Studioversionen) tätig, fünf Produktionen entstanden in Zusammenarbeit mit Andreas Herbig. Drei Produktionen stammen von Philipp Steinke. Das Stück Refugium wurde von Andreas Bourani und Julius Hartog produziert, an vielen weiteren Liedern wirkten beide als Koproduzenten mit. Weiter treten vereinzelt Andreas Herbig, Alexander Freund und Tom Olbrich als Koproduzenten auf. Programmiert wurden die Stücke im Original von Alexander Freund, Andreas Herbig und Peter Seifert. Das Mastering erfolgte bei TrueBusyness Mastering in Berlin unter der Leitung von Sascha Bühren. Die Abmischung sowie die Aufnahme entstanden durch Sebastian Grau. An den Instrumenten wurden Arne Augustin (Keyboard), Jacob Brass (Gitarre), Julius Hartog (Gitarre), Frederique Labbow (Cello), Ralph Rieker (Bass) und Jürgen Stiehle (Schlagzeug) engagiert.
Auf dem schwarz-weißen Frontcover des Albums ist – neben Künstlernamen und Albumtitel – Bourani, während eines Livekonzertes, zu sehen. Die Besonderheit bei dem Coverbild ist, dass das Logo zu Hey farbig gehalten ist und jedes Format (CD, DVD, Blu-Ray und Deluxe-Edition) eine andere Farbe zugeteilt wurde. Die Fotografie des Frontcovers sowie weitere Fotografien auf dem Begleitheft stammen von Mathias Hielscher, Christoph Koestlin, Alexander Maurus und Dan Schneider. Das Artwork stammt vom Büro Dirk Rudolph.

## Veröffentlichung und Promotion
Die Erstveröffentlichung von Hey (Live) erfolgte am 30. Oktober 2015 in Deutschland, Österreich und der Schweiz. Das Album ist als CD und Download sowie als Videoalbum in den Formaten Blu-Ray und DVD erhältlich und erschien über die Musiklabels Universal Music und Vertigo Berlin. Der Vertrieb erfolgte durch Universal Music Publishing. Das reguläre Album besteht aus 19 Titeln und beinhaltet Liveversionen von Liedern der letzten beiden Studioalben. Die Videoformate beinhalten ein zusätzliches Making-of. Eine “Limited Fan Edition” des Albums beinhaltet alle veröffentlichten Formate des Livealbums (CD, DVD und Blu-Ray).
Um das Album zu bewerben, folgte unter anderem ein Auftritt bei TV total. Im Vorfeld der Albumveröffentlichung wurden bereits zwei Liveausschnitte zu den Singles Nur in meinem Kopf und Auf anderen Wegen veröffentlicht.

## Inhalt
Alle Liedtexte sind komplett in deutscher Sprache verfasst. Musikalisch bewegen sich die Lieder im Bereich der Popmusik. Das Album besteht aus 19 bereits veröffentlichter Stücke und beinhaltet eine Mischung der beiden vorangegangenen Studioalben Staub & Fantasie und Hey, wobei das Hauptaugenmerk auf Hey liegt. Mit Ausnahme von Welt der Wunder handelt es sich bei allen Titeln um Eigenkompositionen; Welt der Wunder ist eine Coverversionen des gleichnamigen Liedes von Marteria.
Titelliste
| #  | Titel                    | Autor(en)                                                         | Produzent(en) 1                                                                                     | Länge |
| -- | ------------------------ | ----------------------------------------------------------------- | --------------------------------------------------------------------------------------------------- | ----- |
| 1  | Refugium                 | Andreas Bourani, Julius Hartog                                    | Andreas Bourani, Julius Hartog                                                                      | 1:47  |
| 2  | Wieder am Leben          | Andreas Bourani, Julius Hartog, Tom Olbrich, Mario Wesser         | Peter Seifert, Andreas Bourani (Co), Julius Hartog (Co), Andreas Herbig (Co), Tom Olbrich (Co)      | 4:09  |
| 3  | Füreinander gemacht      | Andreas Bourani, Alexander Freund, Julius Hartog                  | Peter Seifert, Andreas Bourani (Co), Alexander Freund (Co), Julius Hartog (Co), Andreas Herbig (Co) | 3:41  |
| 4  | Alles beim Alten         | Andreas Bourani, Julius Hartog, Jasmin Shakeri                    | Peter Seifert, Andreas Bourani (Co), Julius Hartog (Co)                                             | 6:08  |
| 5  | Nur in meinem Kopf       | Andreas Bourani, Julius Hartog, Tom Olbrich                       | Andreas Herbig, Peter Seifert                                                                       | 5:38  |
| 6  | Delirium                 | Andreas Bourani, Alexander Freund, Julius Hartog                  | Peter Seifert, Andreas Bourani (Co), Julius Hartog (Co)                                             | 4:43  |
| 7  | Hey                      | Andreas Bourani, Julius Hartog, Jasmin Shakeri, Philipp Steinke   | Philipp Steinke, Andreas Bourani (Co), Julius Hartog (Co)                                           | 5:06  |
| 8  | Ultraleicht              | Andreas Bourani, Julius Hartog, Jasmin Shakeri                    | Peter Seifert, Andreas Bourani (Co), Julius Hartog (Co)                                             | 5:26  |
| 9  | Eisberg                  | Andreas Bourani, Julius Hartog, Tom Olbrich                       | Andreas Herbig, Peter Seifert                                                                       | 5:42  |
| 10 | Zusammen untergegangen   | Andreas Bourani, Julius Hartog, Tom Olbrich                       | Andreas Herbig, Peter Seifert                                                                       | 3:55  |
| 11 | Nimm meine Hand          | Jen Bender, Andreas Bourani, Julius Hartog, Raphael Schalz        | Philipp Steinke, Andreas Bourani (Co), Julius Hartog (Co)                                           | 4:39  |
| 12 | Mit der Zeit             | Andreas Bourani, Julius Hartog                                    | Andreas Herbig, Peter Seifert                                                                       | 5:07  |
| 13 | Auf anderen Wegen        | Andreas Bourani, Julius Hartog                                    | Philipp Steinke, Andreas Bourani (Co), Julius Hartog (Co)                                           | 8:31  |
| 14 | Was tut Dir gut          | Andreas Bourani, Alexander Freund, Julius Hartog                  | Peter Seifert, Andreas Bourani (Co), Alexander Freund (Co), Julius Hartog (Co)                      | 4:10  |
| 15 | Auf uns                  | Andreas Bourani, Julius Hartog, Tom Olbrich                       | Peter Seifert, Andreas Bourani (Co), Julius Hartog (Co), Andreas Herbig (Co), Tom Olbrich (Co)      | 8:33  |
| 16 | Ein Ende nach dem Andern | Andreas Bourani, Julius Hartog, Tom Olbrich                       | Peter Seifert, Andreas Bourani (Co), Julius Hartog (Co), Tom Olbrich (Co)                           | 4:57  |
| 17 | Welt der Wunder          | Dirk Berger, David Conen, DJ Illvibe, Marten Laciny, Mario Wesser | | 4:57  |
| 18 | Sein                     | Andreas Bourani, Julius Hartog, Jasmin Shakeri                    | Peter Seifert, Andreas Bourani (Co), Julius Hartog (Co)                                             | 4:39  |
| 19 | Wunder                   | Andreas Bourani, Julius Hartog                                    | Andreas Herbig, Peter Seifert                                                                       | 11:15 |

## Hey Tour
Diese folgende Liste beinhaltet alle Konzerte in chronologischer Reihenfolge, die bei der Hey Tour gespielt wurden. Die Tour bestand aus 56 Konzerten die Bourani durch 51 Städte in Deutschland, zwei Mal in die Schweiz und jeweils ein Mal nach Italien, Luxemburg und Österreich führte. Einige der Konzerte die 2014 stattfanden mussten aufgrund der hohen Nachfrage in größere Hallen verlegt werden.
Tourdaten
| Datum              | Stadt                 | Veranstaltungsort                         | Land        |
| ------------------ | --------------------- | ----------------------------------------- | ----------- |
| 22. September 2014 | Leipzig               | Werk 2                                    | Deutschland |
| 23. September 2014 | Augsburg              | Kantine                                   | Deutschland |
| 24. September 2014 | Stuttgart             | Longhorn                                  | Deutschland |
| 26. September 2014 | Hamburg               | Docks                                     | Deutschland |
| 27. September 2014 | Bochum                | Zeche                                     | Deutschland |
| 29. September 2014 | Köln                  | E-Werk                                    | Deutschland |
| 30. September 2014 | Frankfurt am Main     | Batschkapp                                | Deutschland |
| 1. Oktober 2014    | Berlin                | Astra                                     | Deutschland |
| 13. Januar 2015    | Köln                  | Live Music Hall                           | Deutschland |
| 14. Januar 2015    | Krefeld               | KuFa                                      | Deutschland |
| 15. Januar 2015    | Dortmund              | Freizeitzentrum West                      | Deutschland |
| 17. Januar 2015    | Bielefeld             | Ringlokschuppen                           | Deutschland |
| 18. Januar 2015    | Bremen                | Aladin Music Hall                         | Deutschland |
| 19. Januar 2015    | Aachen                | Eurogress                                 | Deutschland |
| 21. Januar 2015    | Luxemburg             | Den Atelier                               | Luxemburg   |
| 22. Januar 2015    | Kaiserslautern        | Kammgarn                                  | Deutschland |
| 23. Januar 2015    | Heilbronn             | Harmonie                                  | Deutschland |
| 25. Januar 2015    | Karlsruhe             | Kulturzentrum Tollhaus                    | Deutschland |
| 26. Januar 2015    | Zürich                | Härterei                                  | Schweiz     |
| 27. Januar 2015    | Singen                | Stadthalle                                | Deutschland |
| 29. Januar 2015    | Nürnberg              | Löwensaal                                 | Deutschland |
| 30. Januar 2015    | Erfurt                | Stadtgarten                               | Deutschland |
| 31. Januar 2015    | Magdeburg             | Factory                                   | Deutschland |
| 3. Februar 2015    | Dresden               | Alter Schlachthof                         | Deutschland |
| 4. Februar 2015    | Wien                  | WUK                                       | Österreich  |
| 5. Februar 2015    | München               | Muffathalle                               | Deutschland |
| 7. Februar 2015    | Ludwigshafen am Rhein | Feierabendhaus der BASF                   | Deutschland |
| 8. Februar 2015    | Frankfurt am Main     | Batschkapp                                | Deutschland |
| 9. Februar 2015    | Osnabrück             | Rosenhof                                  | Deutschland |
| 11. Februar 2015   | Flensburg             | Deutsches Haus                            | Deutschland |
| 12. Februar 2015   | Hamburg               | Docks                                     | Deutschland |
| 13. Februar 2015   | Hannover              | Capitol                                   | Deutschland |
| 15. Februar 2015   | Berlin                | Huxley’s                                  | Deutschland |
| 22. Mai 2015       | Darmstadt             | Schlossgrabenfest                         | Deutschland |
| 25. Mai 2015       | Stuttgart             | SWR3 Sommerfestival (Neues Schloss)       | Deutschland |
| 5. Juni 2015       | Stuttgart             | Kirchentag                                | Deutschland |
| 6. Juni 2015       | Kleve                 | Courage Festival                          | Deutschland |
| 13. Juni 2015      | Marienberg            | Freilichtbühne Marienberg                 | Deutschland |
| 21. Juni 2015      | Weinheim              | Schlosspark Weinheim                      | Deutschland |
| 25. Juni 2015      | Meran                 | Die Gärten von Schloss Trauttmansdorff    | Italien     |
| 3. Juli 2015       | Obernburg am Main     | Mamuku Festival (Festplatz)               | Deutschland |
| 4. Juli 2015       | Straubing             | Bluetone Festival                         | Deutschland |
| 5. Juli 2015       | Freiburg              | Zelt-Musik-Festival (ZMF)                 | Deutschland |
| 10. Juli 2015      | Ulm                   | Kloster Wiblingen                         | Deutschland |
| 11. Juli 2015      | Rosenheim             | Sommerfestival Mangfallpark Süd           | Deutschland |
| 25. Juli 2015      | Sankt Goarshausen     | Freilichtbühne Loreley, PickNick-Open Air | Deutschland |
| 26. Juli 2015      | Ansbach               | Open Air (Reitbahn)                       | Deutschland |
| 1. August 2015     | Wilhelmshaven         | Pumpwerk Open Air                         | Deutschland |
| 6. August 2015     | Schaffhausen          | Stars In Town                             | Schweiz     |
| 7. August 2015     | Köln                  | Gamescom Festival                         | Deutschland |
| 15. August 2015    | Wolgast               | Schlossinsel                              | Deutschland |
| 21. August 2015    | Leipzig               | Parkbühne im Clara-Zetkin-Park            | Deutschland |
| 22. August 2015    | Wismar                | NDR Sommertour                            | Deutschland |
| 23. August 2015    | Hamburg               | Stadtpark Hamburg                         | Deutschland |
| 29. August 2015    | Berlin                | Stars For Free                            | Deutschland |
| 13. September 2015 | Nordhorn              | Grafschaft Open Air                       | Deutschland |
| 18. Januar 2016    | Telfs                 | Rathaussaal                               | Österreich  |
| 19. Januar 2016    | Graz                  | Orpheum Graz                              | Österreich  |
| 23. Januar 2016    | Bamberg               | Brose Arena                               | Deutschland |
| 24. Januar 2016    | Frankfurt am Main     | Festhalle                                 | Deutschland |
| 25. Januar 2016    | Hamburg               | Barclaycard Arena                         | Deutschland |
| 27. Januar 2016    | Esch-sur-Alzette      | Rockhal                                   | Luxemburg   |
| 28. Januar 2016    | Stuttgart             | Porsche-Arena                             | Deutschland |
| 29. Januar 2016    | Leipzig               | Arena Leipzig                             | Deutschland |
| 31. Januar 2016    | Wien                  | Gasometer                                 | Österreich  |
| 1. Februar 2016    | Salzburg              | Salzburgarena                             | Österreich  |
| 3. Februar 2016    | Münster               | Halle Münsterland                         | Deutschland |
| 4. Februar 2016    | Oberhausen            | König-Pilsener-Arena                      | Deutschland |
| 5. Februar 2016    | Hannover              | Swiss Life Hall                           | Deutschland |
| 7. Februar 2016    | München, Freimann     | Zenith                                    | Deutschland |
| 8. Februar 2016    | Zürich                | MAAG Halle                                | Schweiz     |
| 10. Februar 2016   | Berlin                | Max-Schmeling-Halle                       | Deutschland |
| 11. Februar 2016   | Köln                  | Lanxess Arena                             | Deutschland |

## Mitwirkende
Albumproduktion
- Arne Augustin: Keyboard
- Jen Bender: Autor
- Dirk Berger: Autor
- Kai Blankenberg: Mastering (Originale)
- Andreas Bourani: Autor, Gesang, Musikproduzent (Originale)
- Jacob Brass: Gitarre
- Sascha Bühren: Mastering
- David Conen: Autor
- Alexander Freund: Autor, Programmierung (Originale), Koproduzent (Originale)
- Sebastian Grau: Abmischung, Tonmeister
- Julius Hartog: Autor, Gitarre, Musikproduzent (Originale)
- Andreas Herbig: Musikproduzent (Originale), Programmierung (Originale)
- DJ Illvibe: Autor
- Frederique Labbow: Cello
- Marten Laciny: Autor
- Tom Olbrich: Autor, Koproduzent (Originale)
- Ralph Rieker: Bass
- Raphael Schalz: Autor
- Jasmin Shakeri: Autor
- Philipp Steinke: Autor, Musikproduzent (Originale)
- Jürgen Stiehle: Schlagzeug
- Mario Wesser: Autor

| Artwork - Büro Dirk Rudolph: Artwork - Mathias Hielscher: Fotograf - Christoph Koestlin: Fotograf - Alexander Maurus: Fotograf - Dan Schneider: Fotograf | Unternehmen - Blacksheep-Studio: Abmischung (Originale), Mastering (Originale) - Skyline Tonfabrik: Mastering (Originale) - Universal Music Group: Musiklabel - Universal Music Publishing: Vertrieb - Vertigo Berlin: Musiklabel |

## Charts und Verkaufszahlen
Die Verkäufe des Livealbums werden denen des Studioalbums Hey hinzuaddiert, damit geht das Album auch in der Chartauswertung in der des Studioalbums mit ein.